# Jack Oakie

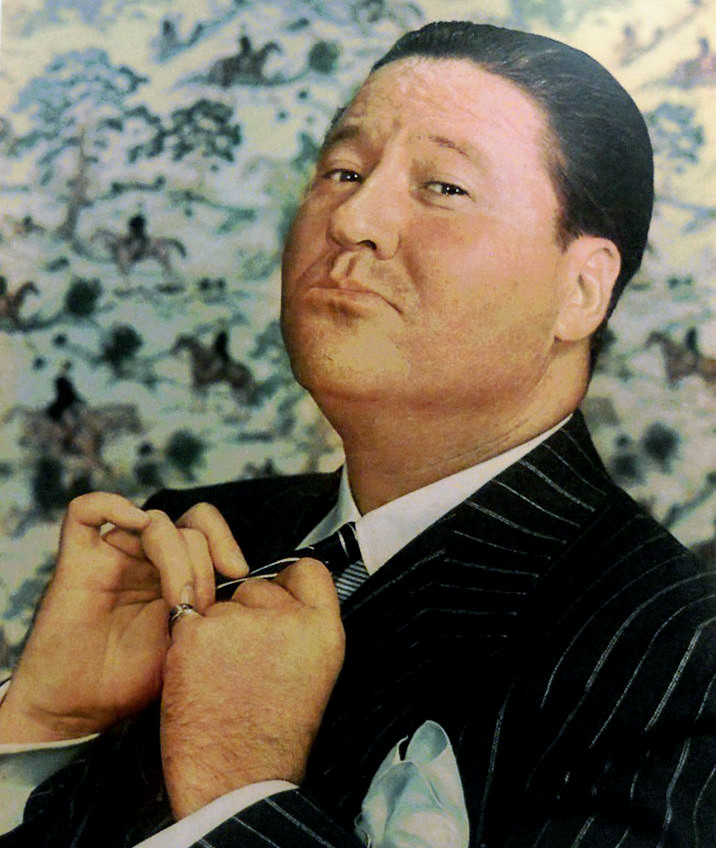
Jack Oakie, 1941.

Jack Oakie, ursprungligen Lewis Delaney Offield, född 12 november 1903 i Sedalia i Missouri, död 23 januari 1978 i Los Angeles i Kalifornien, var en amerikansk skådespelare och komiker. Han känns främst igen som "Benzino Napaloni" i Charlie Chaplin-filmen Diktatorn från 1940. Han nominerades för denna roll till en Oscar i kategorin bästa manliga biroll. Oakie gjorde runt 90 filmroller och mot slutet av karriären några roller för TV.
Han har en stjärna på Hollywood Walk of Fame vid adressen 6752 Hollywood Blvd.

## Filmografi (i urval)
- 1931 – The Stolen Jools
- 1932 – Sensation i Los Angeles
- 1932 – Om jag hade en miljon
- 1940 – Diktatorn
- 1942 – Iceland
- 1944 – Det hände i morgon
- 1949 – Tjuvarnas marknad
- 1956 – Jorden runt på 80 dagar
- 1960 – Rum att hyra
- 1961 – En pyjamas för två